# 赤線地帯
『赤線地帯』（あかせんちたい）は1956年公開の溝口健二監督作品。溝口作品としては1954年『噂の女』以来の現代劇で、公開後に溝口が死去したため遺作となった。

## 概要
大映移籍頃から長く不遇をかこった溝口は、1952年に『西鶴一代女』がヴェネツィア国際映画祭で国際賞を受賞し、海外での名声を得ると共に国内での評価を取り戻した。以後1953年『雨月物語』が同映画祭銀獅子賞（この年は金獅子賞が出なかったので、最高位の受賞作に当たる）、1954年『山椒大夫』にて再び銀獅子賞を受賞し、世界中から注目される巨匠としての地位を築いた。
そんな中で製作されたこの作品は、売春防止法制定前後（同法公布は1956年5月24日）の社会情勢をリアルタイムに取り入れた現代劇で、溝口作品の真骨頂とも言うべき女性主体の作品となった。特殊飲食店「夢の里」を舞台に娼婦たちの生き方を生々しく描いた悲喜劇で、明確な主役は据えておらず大勢の女優が軽快なテンポで次々に登場する豪華な女性群像劇となった。
分けても当時「母もの」で知られた三益愛子が、大年増の娼婦を演じた事は話題になった。他にも京マチ子、若尾文子、木暮実千代ら他の溝口作品にも出演したキャストの、他作品とは異なるバイタリティ溢れる狂騒的な演技も評価が高かった。スタッフにも、冒頭で独特のテーマを聴かせる音楽の黛敏郎、溝口が最も信頼していたキャメラの宮川一夫、同じく美術の水谷浩ら「溝口組」の名スタッフが結集している（ただし脚本は溝口の傑作を多く手掛けた依田義賢ではない）。この完成度の高さに時代性が手伝い、興行的にも成功を収めた。
なお本編の一部に芝木好子『洲崎の女』を導入しているが、物語の舞台は吉原となっている。
溝口はこの作品の公開後、『西鶴一代女』に続く西鶴ものを企画し、依田義賢による『大阪物語』の脚本を完成させた。1956年5月には撮影準備が整うが溝口は体調を崩して入院し、8月24日に死亡。結果的にこの『赤線地帯』が遺作となった。『大阪物語』は翌1957年に、吉村公三郎監督で映画化された。

## 物語
売春防止法案が国会で審議されている頃、吉原の「夢の里」では娼婦たちがそれぞれの事情を負って生きていた。より江（町田博子）は普通の主婦に憧れている。ハナエ（木暮実千代）は病気の夫と幼子を抱えて一家の家計を支えている。ゆめ子（三益愛子）は一人息子との同居を夢見ている。やすみ（若尾文子）は客を騙して金を貯め、仲間の娼婦に金貸しを行って更に貯金を増やしていた。不良娘のミッキー（京マチ子）も加わり「夢の里」は華やぐが、結婚したより江は夫婦生活が破綻する。ハナエの夫は将来を悲観して自殺未遂を起こす。ミッキーは自分を連れ戻しに来た父親を、女癖の悪さを責めて追い返す。ゆめ子は愛する息子に自分の仕事を否定されて発狂する。やすみは自分に貢ぐために横領した客に殺されかける。
ラジオが法案の流産を伝え、行き場のない彼女たちは今日も勤めに出る。しかしやすみだけは倒産して夜逃げした元客の貸布団屋を買い取って女主人に納まった。退職したやすみに変わって、下働きのしず子（川上康子）が店に出る事になる。着物を換え、蠱惑的な化粧を施されるしず子。女たちがあからさまに男たちの袖を引く中、ためらいながら、しず子は男に誘いかける……。

## キャスト
- 京マチ子（ミッキー）
- 若尾文子（やすみ）
- 木暮実千代（ハナエ）
- 三益愛子（ゆめ子）
- 菅原謙二（栄公）
- 川上康子（しづ子）
- 進藤英太郎（田谷倉蔵）
- 見明凡太朗（巡査・野々村）
- 田中春男（大阪弁のセールスマン）
- 沢村貞子（田谷辰子）
- 加東大介（宮崎行雄）
- 多々良純（やすみの客）
- 十朱久雄（ニコニコ堂主人・塩見）
- 町田博子（より江）
- 浦辺粂子（おたね）
- 小川虎之助（ミッキーの父）
- 高堂国典（ゆめ子の義父・門脇敬作）
- 三好栄子（ゆめ子の義母・門脇さく）
- 入江洋祐（ゆめ子の息子・修一）
- 丸山修（ハナエの夫）
- 春本冨士夫
- 宮島健一
- 小原利之
- ジョー・オハラ
- 宮島城之
- 志保京助
- 竹里光子
- 目黒幸子